# あまたつ!
あまたつ!は、超!A&G+で2010年10月6日から2011年3月30日まで放送されていたインターネットラジオ番組。番組名はパーソナリティ4人の頭文字（明坂、MAKO、高森、辻）を1字ずつ取ったものである。

## 番組概要

### パーソナリティー
- 明坂聡美
- MAKO
- 高森奈津美
- 辻あゆみ

### 放送時間
2010年10月6日 - 2011年3月30日
毎週水曜日 25:05 - 25:50（リピート放送：毎週木曜日 15:05 - 15:50）

## コーナー
誰の名言でしょーか?
放送回のメイン担当のパーソナリティが自分の好きな作品の名言を取り上げる。
もそばな〜
リスナーに募集したお題で妄想トークを繰り広げる。
ロード オブ ザ あまたつ!
パーソナリティー4人で力を合わせて企画を成功させる。

## 放送休止
- 2011年3月16日は、先週(3月9日)放送分のリピート放送が放送された。理由としては、計画停電により番組の収録が出来なかったためである[要出典]。